# Плазмон
В физике, плазмо́н — квазичастица, отвечающая квантованию плазменных колебаний, которые представляют собой коллективные колебания свободного электронного газа.

## Происхождение понятия
Термин «плазмон» был введён в 1952 году американскими физиками Дэвидом Пайнсом и Дэвидом Бомом как гамильтониан дальних электрон-электронных корреляций.
Поскольку плазмоны — это квантованные классические плазменные колебания, большинство их свойств могут быть выведены напрямую из уравнений Максвелла.

## Объяснение
Плазмоны в значительной мере определяют оптические свойства металлов и полупроводников. Электромагнитное излучение с частотой ниже плазменной частоты материала хорошо отражается от него, потому что свободные электроны смогут колебаться с такой частотой в такт с колебаниями электромагнитного поля этого излучения, и будут экранировать его. Но при частоте выше плазменной электроны уже не могут колебаться достаточно быстро, и электромагнитное излучение такой высокой частоты может проникать в толщу металла или полупроводника, проходить сквозь него или поглощаться им.
Плазменные частоты большинства чистых металлов лежат в ультрафиолетовой области спектра, а во всём видимом диапазоне эти металлы одинаково хорошо отражают излучение, и потому выглядят бесцветными и блестящими. Но медь и золото имеют электронные переходы на частотах видимого спектра. На них свет сильнее поглощается металлом, чем на других частотах видимого диапазона, из-за чего медь и золото в отражённом свете выглядят окрашенными.
В полупроводниках плазменная частота электронов валентной зоны обычно находится в дальнем ультрафиолетовом диапазоне, но межуровневые электронные переходы могут быть с энергиями фотонов видимого света. Такой полупроводник также будет выборочно поглощать частоты видимого света и выглядеть цветным. У высоколегированных полупроводников в форме наночастиц плазменная частота может быть в ближнем или среднем инфракрасном диапазоне.
Энергию плазмона можно оценить в модели почти свободных электронов как:
{\displaystyle E_{p}=\hbar \omega _{p}=\hbar e{\sqrt {\frac {n}{m\varepsilon _{0}}}},}
где n — плотность валентных электронов, e — элементарный заряд, m — масса электрона и ε0 — проницаемость вакуума.
Поверхностные плазмоны (плазмоны, ограниченные поверхностями) сильно взаимодействуют со светом, приводя к образованию поляритонов. Они играют роль в поверхностном усилении рамановского рассеяния света и в объяснении аномалий в дифракции металлов. Поверхностный плазмонный резонанс используется в биохимии, чтобы определять присутствие молекул на поверхности.
Локализованный поверхностный плазмон присутствует в мелких металлических частицах (наночастицах), таких как золото или серебро. При достаточно малых размерах частиц (диаметр частицы < длина волны входящего электромагнитного излучения), она может быть рассмотрена как колеблющийся диполь. Поглощённая энергия электромагнитного излучения может существенно нагревать наночастицы.

## Возможное использование
Плазмоны рассматриваются как средство передачи информации в компьютерных чипах, так как провода для плазмонов могут быть намного тоньше, чем обычные провода, и могут поддерживать намного более высокие частоты (в режиме 100 ТГц, в то время как обычные провода обладают большими потерями при 10 ГГц). Они были также предложены как средство для литографии и микроскопии высокого разрешения из-за их чрезвычайно малых длин волн. Оба из этих применений с успехом были продемонстрированы в лабораториях.
Также плазмоны можно использовать для генерации излучения в структурах, называемых спазерами.